# Famille de Chamillart
 (juillet 2024).
Si vous disposez d'ouvrages ou d'articles de référence ou si vous connaissez des sites web de qualité traitant du thème abordé ici, merci de compléter l'article en donnant les références utiles à sa vérifiabilité et en les liant à la section « Notes et références ».
La famille de Chamillart anciennement Chamillart est une famille éteinte de la noblesse française, originaire de Sens et installée à Paris depuis le XVIIe siècle.

## Histoire
Le premier ancêtre de cette famille est Étienne Chamillart, vigneron à Sens (Yonne), marié en 1507 avec Marguerite Dufour.
Elle s'est éteinte en 1926 avec Lionel de Chamillart, cinquième marquis de La Suze, mort sans postérité.[réf. nécessaire]

## Personnalités
- Guy Chamillart (1624-1675), avocat au Parlement, avocat général du roi au Grand Conseil, conseiller d'État, maître des requêtes, il remplace Denis Talon comme procureur au procès de Nicolas Fouquet en 1663. Il est ensuite nommé intendant de police, justice et finances de la généralité de Caen en 1665, puis intendant aux armées pour la province de Bretagne en 1675.
- Michel Chamillart (1652-1721), fils du précédent, intendant de la généralité de Rouen, contrôleur général des finances et secrétaire d'État à la guerre, officier de l'ordre du Saint-Esprit
- Louis François Chamillart (1657-1714), abbé de Fongombaut et de la Baume, évêque de Dol (1692-1702), évêque de Senlis (1702), premier aumônier de la duchesse de Bourgogne (1704).
- Michel Chamillart (fils) (1689-1716), grand maréchal des logis de la maison du Roi.
- Jean-François de Chamillart (1657-1714), frère du précédent, évêque de Dol et de Senlis, membre de l'Académie française.
- Louis Michel de Chamillart (1709-1774), marquis de La Suze, grand maréchal des logis de la Maison du roi, colonel de dragons (1731), lieutenant général des armées du roi (1748).
- Louis-François de Chamillart de La Suze (1751-1833), fils du précédent, marquis de Courcelles, 1er marquis de La Suze (1er août 1817), maréchal de camp (1790), pair de France sous la Restauration, officier de la Légion d'honneur, chevalier du Saint-Esprit (30 mai 1825).

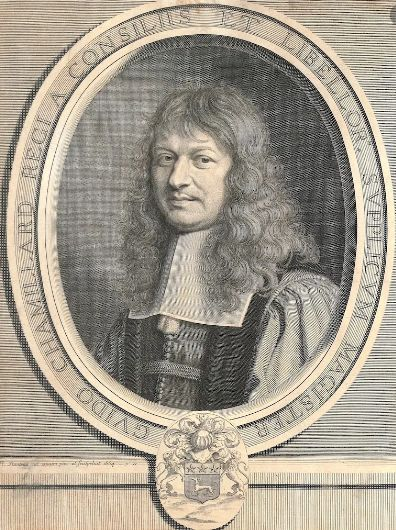
Guy Chamillart (1624-1675)
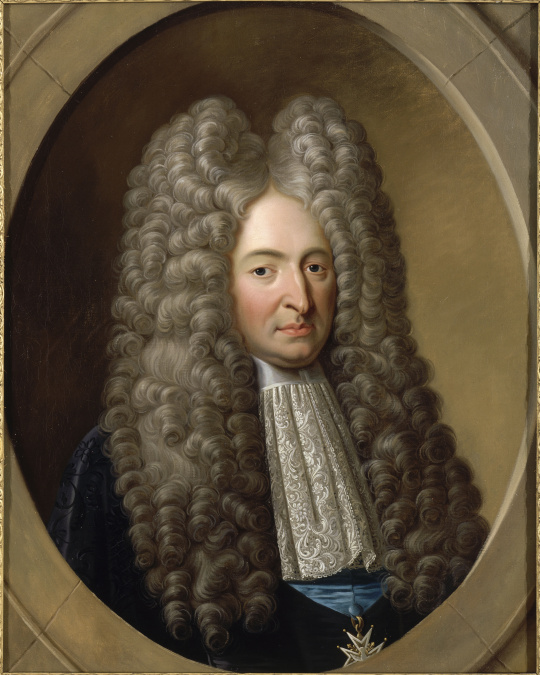
Michel Chamillart (1652-1721)
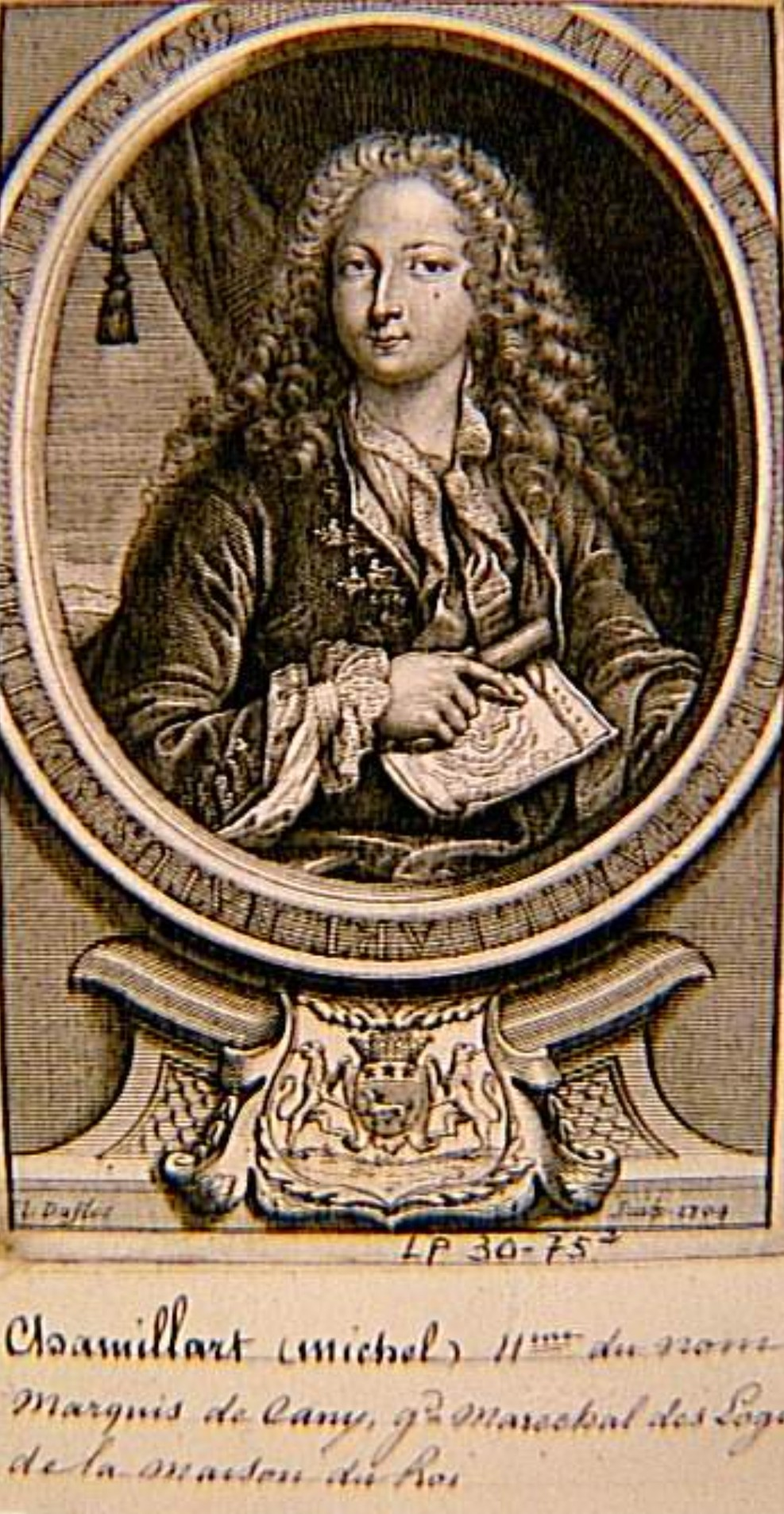
Michel Chamillart (fils) (1689-1716), grand maréchal des logis de la Maison du Roi

## Armes
| Figure | Blasonnement |
| ------ | --- |
|        | Armes des Chamillart D'azur au lévrier passant d'argent colleté et bouclé de gueules, au chef d'or chargé de trois étoiles de sable..                                                                                |
|        | Grandes armes Écartelé : aux 1 et 4, d’azur, à une levrette d’argent, colletée de gueules ; au chef d’or, chargé de trois étoiles de sable ; aux 2 et 3, d’or, à trois fasces nébulées de gueules (de Rochechouart). |